# Samozáhřevný test
Samozáhřevný test je metoda hodnocení biologické stability. Tento jednoduchý samozáhřevný test využívá závislost mezi stabilitou kompostárenských produktů  a exotermní reakcí rozkladných procesů při aerobních podmínkách (US EPA, 1996). Sleduje se tedy tvorba tepla samovolně produkovaného mikroorganizmy v kompostu. Stabilnější materiál se méně rozkládá a uvolňuje méně tepla než materiál méně stabilní (nezralý), který uvolňuje tepla více. 
| Zvýšení teploty proti teplotě okolí (°C) | Třída stability | Popis stupně vyzrálosti                 | Charakteristika |
| ---------------------------------------- | --------------- | --------------------------------------- | --------------- |
| <10                                      | V               | velmi vyzrálý a stabilní                | stabilní        |
| 10 – 20                                  | IV              | průměrně vyzrálý                        | stabilní        |
| 20 – 30                                  | III             | stále mírně v rozkladu, aktivní kompost | aktivní         |
| 30 – 40                                  | II              | nevyzrálý, čerstvý nebo velmi aktivní   | aktivní         |
| >40                                      | I               | čerstvý, právě smíchané suroviny        | nestabilní      |